# Lysippos
Lysippos (asi 400 – 330 př. n. l.) byl starověký řecký sochař. Společně se sochaři Skopem a Práxitelem je zařazován mezi největší sochaře řeckého klasického období.
Lysippos pocházel ze Sikyónu. Působil jako dvorní sochař Alexandra Makedonského, který jej dosazoval do různých úřadů.
Celkem vytvořil kolem 1500 soch, z velké části bronzových. Jeho sochy jsou protáhlejší, hlavy naopak menší, kontrapost (pohybově vyvážený postoj, při němž váha těla spočívá na jedné noze ) uvolněnější, postava má v tváři výraz odpovídající zpodobnělé situaci.
Lysippos vytvořil řadu portrétů Alexandra a jezdecké sochy. Jeho nejznámější sochou je atlet očisťující si paži od oleje. Díky jeho umění známe podoby Aristotela, Sókrata či Eurípida. Jeho tvorba otvírá helenistické období Řecka.